# Jaciment arqueològic dels horts de la Cova del Toixó
Els Horts de la Cova del Toixó és un jaciment prehistòric del municipi de Sant Quintí de Mediona (l'Alt Penedès), inclòs a l'Inventari del Patrimoni Arqueològic i Paleontològic de Catalunya.
Ha estat identificat com un taller o centre de producció i explotació de sílex, la seva cronologia inclou l'Epipaleolític (-9000/-5000) i el Neolític (-5.500/-2.200).

## Descobriment i historiografia
Situat entre els horts i camps de la terrassa superior de la riba dreta del riu de Bitlles, entre la muntanya, la Cova del Toixó i el Torrent de la Rompuda. A l'inici dels anys 70 va rebre el nom de "Taller de la Rompuda" a partir de les prospeccions dutes a terme per J. Virella a la zona. Abans però hi ha algunes referències a la presència de sílex en el lloc que van quedar registrades al Atlas de Prehistòria d'Amador Romaní a principis del segle xx, entre els anys 1905-1923, concretament en l'apartat dedicat a l'excursió que va fer el 23 d'agost del 1913, malauradament l'obra és un exemplar manuscrit inèdit. El 1956 També hi va intervenir P. Giró i J. Masachs amb la prospecció del terreny que van assenyalar en els seus quaderns de camp als volums 4,5 i 7, que també són inèdits.

## Troballes arqueològiques
Les troballes en superfície mostren una indústria on abunda el sílex deshidratat, amb pàtines, abruptes i gratadors de front que s'atribueixen a peces de tallers del Paleolític Superior/Epipaleolític. Es creu que aquest material respon a una ocupació esporàdica diferent al voltant de la Cova del Toixó, on no es troba cap resta prehistòrica, i el Torrent de la Rompuda, o bé un lloc de captació d'afloraments de matèria primera com podia ser el sílex que es troba tallat al Paleolític mitjà.